# Familia Donati
Los Donati fueron una familia de ascendencia romana muy numerosa e importante de Florencia, conocida por sus estrechos vínculos con Dante Allighieri. También estaban en el círculo de los Calfucci.
En 1165 Donato del Pazzo tuvo como hijo a Vinciguerra, que construyó la leprosería de San Jacobo en 1186, y el cónsul de la milicia en 1204.
Tras su declive, Giovanni Villani, en su obra Nova Cronica, denominó a la familia Donati como los Malefami.